# Microsoft Certified Systems Administrator
Microsoft Certified Solutions Associate (MCSA) – to certyfikat Microsoftu
przeznaczony dla specjalistów w zakresie implementacji środowisk sieciowych i systemowych opartych na platformach Microsoft Windows Server, w tym na systemach z rodziny Windows Server 2003, zarządzania tymi środowiskami i rozwiązywania dotyczących ich problemów. Obowiązki w zakresie implementacji obejmują instalowanie i konfigurowanie elementów systemów. Obowiązki w zakresie zarządzania obejmują administrowanie systemami i obsługę ich użytkowników. 
Certyfikat MCSA uzyskuje się po zdaniu egzaminów.
Osoba posiadająca certyfikat MCSA może uzyskać specjalizacje w zakresie Security (MCSA-S) oraz Messaging (MCSA-M). Tytuł MCSA należy do istniejącej generacji certyfikatów Microsoft.